# Nati nel 1933/Novembre
| Questa pagina contiene informazioni ricavate automaticamente dalle voci biografiche con l'ausilio del template Bio e di un bot. L'aggiornamento è periodico e automatico e ricostruisce completamente la pagina. Se manca una persona in questa lista, sei pregato di non aggiungerla, ma accertati piuttosto che la sua voce biografica contenga il template Bio e che i dati anagrafici siano correttamente compilati. Se il template Bio manca, inseriscilo tu stesso o, in alternativa, metti l'avviso {{tmp\|Bio}} che ne segnala la mancanza. Se i dati riportati sono sbagliati, correggi direttamente la voce biografica; le modifiche saranno visibili in questa lista entro pochi giorni. Per chiarimenti vedi il progetto biografie. La lista contiene solo le 187 persone che sono citate nell'enciclopedia e per le quali è stato implementato correttamente il template Bio. Pagina aggiornata al 2 ago 2025. |

- 1º novembre - Lando Conti, politico italiano († 1986)
- 1º novembre - Antoine Kohn, allenatore di calcio e calciatore lussemburghese († 2012)
- 1º novembre - Davey Moore, pugile statunitense († 1963)
- 1º novembre - Anita Parmesani, fondista italiana († 2015)
- 1º novembre - Valeriano Pelizzari, ex pattinatore italiano
- 2 novembre - Kåre Aasgaard, calciatore norvegese († 2025)
- 2 novembre - Bruno Brizzi, ex calciatore svizzero
- 2 novembre - Nina Erëmina, cestista e telecronista sportiva sovietica († 2016)
- 2 novembre - Kevin Michael Manning, vescovo cattolico australiano († 2024)
- 2 novembre - Antonio Puddu, scrittore italiano († 2022)
- 2 novembre - Emilio Uberti, fumettista, regista e illustratore italiano († 2016)
- 3 novembre - John Barry, compositore e arrangiatore britannico († 2011)
- 3 novembre - Elio Battaglia, baritono italiano († 2024)
- 3 novembre - Ken Berry, attore statunitense († 2018)
- 3 novembre - Giuseppe Bommarito, ex velocista italiano
- 3 novembre - Jeremy Brett, attore britannico († 1995)
- 3 novembre - Aneta Corsaut, attrice statunitense († 1995)
- 3 novembre - Michael Dukakis, avvocato e politico statunitense
- 3 novembre - António Fernando Barbosa da Silva, ex calciatore portoghese
- 3 novembre - Celina Jesionowska, ex velocista polacca
- 3 novembre - Charles Porter, mafioso e collaboratore di giustizia statunitense († 2016)
- 3 novembre - Amartya Sen, economista e filosofo indiano
- 4 novembre - Guido Boni, ciclista su strada italiano († 2014)
- 4 novembre - Bill Dornblaser, ex pallanuotista statunitense
- 4 novembre - Barbara Grier, editrice e saggista statunitense († 2011)
- 4 novembre - Charles K. Kao, ingegnere e fisico cinese († 2018)
- 4 novembre - Mildred McDaniel, altista statunitense († 2004)
- 4 novembre - Fay Muller, ex tennista australiana
- 4 novembre - Chukwuemeka Odumegwu Ojukwu, generale e politico nigeriano († 2011)
- 4 novembre - Giacomo Tachis, enologo italiano († 2016)
- 5 novembre - Herb Edelman, attore statunitense († 1996)
- 5 novembre - Giuseppe Ogna, pistard e ciclista su strada italiano († 2010)
- 5 novembre - Gaetano Riina, mafioso italiano († 2024)
- 5 novembre - Antti Tyrväinen, biatleta finlandese († 2013)
- 6 novembre - Carlos Correia, politico guineense († 2021)
- 6 novembre - Knut Johannesen, ex pattinatore di velocità su ghiaccio norvegese
- 6 novembre - Walter Lüftl, ingegnere austriaco
- 6 novembre - Garnet Richardson, giocatore di curling canadese († 2016)
- 6 novembre - Saverio Rotondi, giornalista, scrittore e editore italiano († 1983)
- 7 novembre - Patricia Brooks, soprano statunitense († 1999)
- 7 novembre - Ernesto Gómez Cruz, attore messicano († 2024)
- 7 novembre - Jackie Joseph, attrice statunitense
- 7 novembre - Abdallah Laroui, storico e orientalista marocchino
- 7 novembre - Günther Maritschnigg, lottatore tedesco († 2013)
- 8 novembre - Peter Arundell, pilota automobilistico inglese († 2009)
- 8 novembre - Serguei, cantante, compositore e showman brasiliano († 2019)
- 8 novembre - Goffredo Matassi, doppiatore e attore italiano († 2020)
- 8 novembre - Ayako Wakao, attrice giapponese
- 9 novembre - Egil Danielsen, politico e giavellottista norvegese († 2019)
- 9 novembre - Lucian Pintilie, regista e sceneggiatore rumeno († 2018)
- 9 novembre - Louise Troy, attrice statunitense († 1994)
- 10 novembre - Aleksandr Aleksandrovič Bessmertnych, politico e diplomatico russo
- 10 novembre - Urbain Braems, allenatore di calcio e calciatore belga († 2021)
- 10 novembre - Don Clarke, rugbista a 15 neozelandese († 2002)
- 10 novembre - Thomas Ludger Dupré, vescovo cattolico statunitense († 2016)
- 10 novembre - Ron Evans, astronauta statunitense († 1990)
- 10 novembre - Sylvia Lopez, attrice e modella francese († 1959)
- 10 novembre - Renzo Patria, politico italiano († 2019)
- 10 novembre - Bobby Rush, musicista, compositore e cantante statunitense
- 10 novembre - Aldo Salvi, musicista e compositore italiano († 2009)
- 10 novembre - Sandro Sequi, drammaturgo, regista e scrittore italiano († 1998)
- 10 novembre - Bengt Söderström, pilota di rally svedese († 2002)
- 11 novembre - Martino Finotto, pilota automobilistico italiano († 2014)
- 11 novembre - Sammy Miller, pilota motociclistico britannico
- 11 novembre - Benito Paolone, politico e dirigente sportivo italiano († 2012)
- 11 novembre - Rosa Regàs, scrittrice spagnola († 2024)
- 11 novembre - Frans Schoubben, ciclista su strada belga († 1997)
- 11 novembre - Keiko Tanaka, ginnasta giapponese († 2023)
- 11 novembre - Miriam Tlali, scrittrice sudafricana († 2017)
- 12 novembre - Lorenzo Ceregato, pittore italiano († 2020)
- 12 novembre - Romano Forleo, ginecologo, sessuologo e politico italiano († 2025)
- 12 novembre - Borislav Ivkov, scacchista serbo († 2022)
- 12 novembre - Peter Post, pistard, ciclista su strada e dirigente sportivo olandese († 2011)
- 12 novembre - Bruno Sacco, designer italiano († 2024)
- 12 novembre - Mohamed Alí Seineldín, militare argentino († 2009)
- 12 novembre - Shūtarō Shōji, cestista e allenatore di pallacanestro giapponese († 2017)
- 12 novembre - Hiroshi Suzuki, trombonista giapponese († 2020)
- 12 novembre - Jalal Talabani, politico e guerrigliero iracheno († 2017)
- 12 novembre - Diane Watson, politica statunitense
- 13 novembre - Karl-Otto Alberty, attore tedesco († 2015)
- 13 novembre - Abdul Karim Amu, velocista e dirigente sportivo nigeriano († 2010)
- 13 novembre - Luciano Caglioti, chimico italiano († 2021)
- 13 novembre - Peter Härtling, scrittore e saggista tedesco († 2017)
- 14 novembre - Johannes Ducheyne, cestista belga
- 14 novembre - Alfio Finetti, cantautore italiano († 2018)
- 14 novembre - Konstantin Georgiev, cestista bulgaro († 2016)
- 14 novembre - Fred Haise, ex astronauta e aviatore statunitense
- 14 novembre - Georgi Panov, cestista bulgaro († 2016)
- 15 novembre - Jack Burns, attore e doppiatore statunitense († 2020)
- 15 novembre - Gianfelice Ferlito, scacchista e dirigente d'azienda italiano († 2024)
- 15 novembre - Gloria Foster, attrice statunitense († 2001)
- 15 novembre - Françoise Héritier, antropologa e etnologa francese († 2017)
- 15 novembre - Paolo Inzerilli, generale italiano († 2024)
- 15 novembre - Kurt Leuenberger, calciatore svizzero († 2000)
- 15 novembre - Roger Novaro, calciatore francese († 1999)
- 15 novembre - Theodore Roszak, storico statunitense († 2011)
- 15 novembre - Colin Wells, storico e archeologo britannico († 2010)
- 16 novembre - Primarosa Battistella, attrice italiana
- 16 novembre - Nicola Scaglione, politico italiano
- 16 novembre - Guy Stockwell, attore statunitense († 2002)
- 17 novembre - Roland Hedlund, attore svedese († 2019)
- 17 novembre - Isao Iwabuchi, calciatore giapponese († 2003)
- 17 novembre - Roger Leloup, fumettista belga
- 17 novembre - Enzo Perlot, diplomatico italiano († 2002)
- 18 novembre - Vladimir Agapov, calciatore e allenatore di calcio sovietico († 2024)
- 18 novembre - Henri Alberto, calciatore e allenatore di calcio italiano († 2019)
- 18 novembre - Piero Bartezzaghi, enigmista italiano († 1989)
- 18 novembre - Bruce Conner, pittore, scultore e regista statunitense († 2008)
- 18 novembre - Charlotte Moorman, violoncellista e artista statunitense († 1991)
- 18 novembre - Giovanni Pace, politico italiano († 2018)
- 18 novembre - Jacques Roulot, schermidore francese († 2002)
- 18 novembre - Arnaldo Taurisano, allenatore di pallacanestro italiano († 2019)
- 18 novembre - Mario Vallotto, ciclista su strada e pistard italiano († 1966)
- 18 novembre - Vasilīs Vasilikos, scrittore, diplomatico e dirigente d'azienda greco († 2023)
- 19 novembre - Gilda Aranda, ex nuotatrice messicana
- 19 novembre - Alan Jackson, pistard britannico († 1974)
- 19 novembre - Larry King, conduttore televisivo, conduttore radiofonico e giornalista statunitense († 2021)
- 19 novembre - Alfonso Martucci, avvocato e politico italiano († 2008)
- 19 novembre - Nicolae Rainea, arbitro di calcio rumeno († 2015)
- 20 novembre - Trevor Birch, calciatore inglese († 2013)
- 20 novembre - Paulo Valentim, calciatore brasiliano († 1984)
- 20 novembre - Per Wästberg, scrittore e attivista svedese
- 21 novembre - Henry Hartsfield, astronauta statunitense († 2014)
- 21 novembre - Jacques Redard, ex cestista svizzero
- 21 novembre - Jean Shepard, cantante statunitense († 2016)
- 21 novembre - Etta Zuber Falconer, educatrice e matematica statunitense († 2002)
- 22 novembre - Bucky Buckwalter, ex cestista, allenatore di pallacanestro e dirigente sportivo statunitense
- 22 novembre - Remo Ceserani, critico letterario italiano († 2016)
- 22 novembre - Franco Fante, politico italiano
- 22 novembre - Giancarlo Galli, giornalista, scrittore e economista italiano († 2018)
- 22 novembre - Merv Lincoln, mezzofondista australiano († 2016)
- 22 novembre - Irene MacDonald, tuffatrice canadese († 2002)
- 22 novembre - Eiichi Yamamoto, regista cinematografico e sceneggiatore giapponese († 2021)
- 23 novembre - Giuliana Berlinguer, regista, sceneggiatrice e scrittrice italiana († 2014)
- 23 novembre - Gordon Bradley, allenatore di calcio e calciatore inglese († 2008)
- 23 novembre - Daniel Chavarría, scrittore e rivoluzionario uruguaiano († 2018)
- 23 novembre - Seydou Diarra, politico ivoriano († 2020)
- 23 novembre - Peter Elias, informatico statunitense († 2001)
- 23 novembre - Frank James Low, fisico statunitense († 2009)
- 23 novembre - Ercole Lupinacci, vescovo cattolico italiano († 2016)
- 23 novembre - Jerry Mullen, cestista statunitense († 1979)
- 23 novembre - Krzysztof Penderecki, compositore e direttore d'orchestra polacco († 2020)
- 23 novembre - Ali Shariati, sociologo, saggista e filosofo iraniano († 1977)
- 24 novembre - János Dallos, ex cestista ungherese
- 24 novembre - René Enríquez, attore nicaraguense († 1990)
- 24 novembre - Bruno Ferrero, calciatore francese († 2023)
- 24 novembre - Alberto Neuman, pianista e compositore argentino († 2021)
- 24 novembre - Abdelmalek Sayad, sociologo e filosofo algerino († 1998)
- 24 novembre - Antonio Seveso, calciatore italiano († 2001)
- 24 novembre - Hideo Tanaka, regista, attore e produttore cinematografico giapponese († 2011)
- 25 novembre - Vadim Dmitrievič Gauzner, regista sovietico († 1982)
- 25 novembre - Kathryn Grant, attrice statunitense († 2024)
- 25 novembre - Daniel Le Roux, calciatore sudafricano († 2016)
- 25 novembre - Danilo Mainardi, etologo, ecologo e divulgatore scientifico italiano († 2017)
- 25 novembre - Lenny Moore, ex giocatore di football americano statunitense
- 25 novembre - Héctor Rondón Lovera, fotografo venezuelano († 1984)
- 25 novembre - Misato Toda, storica giapponese († 2018)
- 25 novembre - Jean Vinatier, pilota di rally e pilota automobilistico francese
- 26 novembre - Robert Goulet, cantante, attore e showman statunitense († 2007)
- 26 novembre - Norifumi Suzuki, regista e sceneggiatore giapponese († 2014)
- 26 novembre - Louis Turenne, attore canadese († 2006)
- 27 novembre - William G. Dever, archeologo statunitense
- 27 novembre - Ansgar Elde, artista svedese († 2000)
- 27 novembre - Toeti Heraty, poetessa indonesiana († 2021)
- 27 novembre - Sergio Perosa, linguista, critico letterario e traduttore italiano
- 28 novembre - Hope Lange, attrice statunitense († 2003)
- 28 novembre - Liam Munroe, calciatore irlandese († 2024)
- 28 novembre - Mariano Scarpa, politico italiano
- 28 novembre - Sándor Sára, direttore della fotografia, regista e sceneggiatore ungherese († 2019)
- 29 novembre - Horst Assmy, calciatore tedesco orientale († 1972)
- 29 novembre - Francisco Cuoco, attore brasiliano († 2025)
- 29 novembre - Dalmazio Cuttica, calciatore italiano († 1998)
- 29 novembre - John Mayall, cantante, polistrumentista e compositore britannico († 2024)
- 29 novembre - Lometa Odom, cestista e allenatrice di pallacanestro statunitense († 2017)
- 29 novembre - James Rosenquist, pittore statunitense († 2017)
- 30 novembre - Laura Balbo, sociologa e politica italiana
- 30 novembre - Pedro Callá, ex calciatore argentino
- 30 novembre - Ruggero Cini, compositore, arrangiatore e direttore d'orchestra italiano († 1981)
- 30 novembre - Norman Deeley, calciatore inglese († 2007)
- 30 novembre - Anna Laura Lepschy, linguista e storica della letteratura italiana
- 30 novembre - Matteo Masiello, pittore italiano († 2020)
- 30 novembre - Warren Munson, attore statunitense
- 30 novembre - Livio Paladin, giurista e politico italiano († 2000)
- 30 novembre - Jeanloup Sieff, fotografo francese († 2000)
- 30 novembre - Dennis Stevens, calciatore britannico († 2012)
- 30 novembre - Tsai Chin, attrice, cantante e regista teatrale cinese
- 30 novembre - Girolamo de Liguori, filosofo e storico della scienza italiano († 2022)